# 中村元賞
中村元賞（なかむらはじめしょう）は、仏教研究者の中村元を記念して創設された学術賞。宝積比較宗教・文化研究所が主催した。仏教のみならず、哲学、宗教などの若手研究者の幅広い育成を目的としたもので、著作または論文数編に対して授与される。
2014年10月に中村元記念館により、創設された「中村元東洋思想文化賞」に引き継がれた。
また中村元東方研究所による中村元東方学術賞があり、これも中村元賞と通称されることがある。

## 受賞者
- 第1回（1993年）田中久文『九鬼周造 - 偶然と必然』、中島隆博「荀子における〈正しい言語の暴力とそのほころび〉」ほか3編
- 第2回（1994年）深沢英隆「宗教言語の生誕」ほか3編、前川輝光『マックス・ヴェーバーとインド』
- 第4回（1996年）頼住光子
- 第5回（1997年）梁賢恵
- 第6回（1998年）一ノ瀬正樹『人格知識論の生成』、加藤隆
- 第8回（2000年）岡野潔、蓑輪顕量『中世初期南都戒律復興の研究』
- 第9回（2001年）奥山倫明『エリアーデ宗教学の展開』、三橋正『平安時代の信仰と宗教儀礼』
- 第10回（2002年）大谷栄一『近代日本の日蓮主義運動』
- 第13回（2005年）深井智朗『超越と認識　20世紀神学史における神認識の問題』
- 第15回（2007年）菊地達也『イスマーイール派の神話と哲学』